# Achrida
Achrida (łac. Archidioecesis Achridensis) – stolica historycznej archidiecezji w Cesarstwie Bizantyńskim (prowincja Epirus), współcześnie w Macedonii. Powstała w 1320, jej pierwszym biskupem był dominikanin Nicola. Około 1750 została katolickim arcybiskupstwem tytularnym (od 1997 nie posiada arcybiskupa).
W latach 1919–1925 biskupem tytularnym był polski biskup Jan Cieplak.

## Arcybiskupi tytularni
| Lp. | Biskup                            | Funkcja | Od                | Do                   |
| --- | --------------------------------- | --- | ----------------- | -------------------- |
| 1   | Luigi Maria Cardelli OFMRef.      | emerytowany arcybiskup Izmiru (Turcja)                                                                               | 11 września 1832  | 11 czerwca 1868      |
| 2   | Pierre Bostani                    | maronicki arcybiskup-koadiutor Tyru (Liban)                                                                          | 28 lipca 1856     | 5 października 1866  |
| 3   | Leopoldo Angelo Santanchè OFMRef. | wikariusz apostolski Santo Domingo (Dominikana), następnie wikariusz apostolski Konstantynopola (Imperium Osmańskie) | 3 marca 1871      | 3 kwietnia 1876      |
| 4   | Alessandro Balgy                  | | 16 kwietnia 1877  | 5 grudnia 1884       |
| 5   | Placido Petacci                   | emerytowany biskup Tivoli (Włochy)                                                                                   | 27 marca 1885     | 13 sierpnia 1885     |
| 6   | Andrea Aiuti                      | delegat apostolski w Indiach, następnie urzędnik Kurii Rzymskiej                                                     | 31 marca 1887     | 12 czerwca 1893      |
| 7   | Raffaele d’Ambrosio OFM           | emerytowany arcybiskup Durrës (Albania)                                                                              | 14 lipca 1893     | 1901                 |
| 8   | Michael Kelly                     | arcybiskup koadiutor Sydney (Australia)                                                                              | 20 lipca 1901     | 17 sierpnia 1911     |
| 9   | Ángel María Pérez y Cecilia OCD   | arcybiskup koadiutor Werapoly (Indie Brytyjskie)                                                                     | 18 czerwca 1915   | 18 grudnia 1918      |
| 10  | Jan Cieplak                       | biskup pomocniczy mohylewski (Rosja)                                                                                 | 29 marca 1919     | 14 grudnia 1925      |
| 11  | Cleto Cassani                     | emerytowany arcybiskup Sassari (Włochy)                                                                              | 1 lipca 1929      | 11 marca 1939        |
| 12  | Alexandre Vachon                  | arcybiskup koadiutor Ottawy (Kanada)                                                                                 | 11 grudnia 1939   | 22 maja 1940         |
| 13  | Émile Maurice Guerry              | arcybiskup koadiutor Cambrai (Francja)                                                                               | 31 maja 1940      | 2 grudnia 1952       |
| 14  | José Humberto Quintero Parra      | arcybiskup koadiutor Mérida (Wenezuela)                                                                              | 7 września 1953   | 31 sierpnia 1960     |
| 15  | Miguel Paternain CSsR             | emerytowany biskup Floridy (Urugwaj)                                                                                 | 21 września 1960  | 19 października 1970 |
| 16  | Mario Schierano                   | ordynariusz polowy Włoch                                                                                             | 28 sierpnia 1971  | 28 października 1990 |
| 17  | Varkey Vithayathil CSsR           | administrator apostolski Ernakulam-Angamaly (Indie)                                                                  | 11 listopada 1996 | 19 kwietnia 1997     |